# San Antonio Acahualco
San Antonio Acahualco är en ort i Mexiko.   Den ligger i kommunen Zinacantepec och delstaten Mexiko, i den sydöstra delen av landet, 70 km väster om huvudstaden Mexico City. San Antonio Acahualco ligger 2 806 meter över havet och antalet invånare är 13 968.
Terrängen runt San Antonio Acahualco är kuperad åt sydväst, men åt nordost är den platt. Runt San Antonio Acahualco är det tätbefolkat, med 493 invånare per kvadratkilometer. Närmaste större samhälle är Toluca, 12,5 km öster om San Antonio Acahualco. Trakten runt San Antonio Acahualco består till största delen av jordbruksmark.